# UFC Fight Night: Lewis vs. Abdurakhimov
UFC Fight Night: Lewis vs. Abdurakhimov var en MMA-gala som arrangerades av Ultimate Fighting Championship och ägde rum 9 december 2016 i Albany i USA. 

## Resultat
1. ↑  Catchweight 116,4 lbs.[2]